# Fosilni hrast
Fosilni hrast je pri izkopavanju proda pri Petišovcih najdeni ostanek hrastovega debla.
Poleti leta 1981 so pri izkopavanju proda pri Petišovcih v globini štiri do osem metrov naleteli na fosilne ostanke debel brestov, hrastov in vrb. Najdišče pri Petišovcih je do sedaj najbogatejše tovrstno najdišče v Južni Evropi. Domnevati je mogoče, da je drevesa spodkopala Mura, ko je menjavala svojo strugo. Kasneje jih je naplavila in zasula z debelo plastjo proda. Razstavljeni fosilni hrast predstavlja najpomembnejšo najdbo. Pri dvigovanju debla iz vode se je zgornji del odlomil, zato se predvideva, daje bila celotna višina drevesa v času rasti 30 do 40 metrov. Starost najdbe, ki je bila ugotovljena na podlagi radiometričnega datiranja z metodo 14C, je okoli 1570 let. Deblo, ki je dobro ohranjeno, ima v spodnjem delu premer 1,2 metra, les na prelomu je čvrst in sive barve, na površini pa pooglenel in razpokan.
Hrast je razstavljen in ga je mogoče videti na zahodni strani Apartmajskega naselja Lipov Gaj pri Termah Lendava.